# Ченченіге-Агордіно
Ченченіге-Агордіно, Ченченіґе-Аґордіно (італ. Cencenighe Agordino, вен. Zenzenighe Agordin) — муніципалітет в Італії, у регіоні Венето, провінція Беллуно.
Ченченіге-Агордіно розташоване на відстані близько 500 км на північ від Рима, 110 км на північ від Венеції, 31 км на північний захід від Беллуно.
Населення — 1327 осіб (2014).
Щорічний фестиваль відбувається 17 січня. Покровителі — святий Антоній Великий.

## Демографія
Населення за роками:

Станом на 1 січня 2023 року в муніципалітеті офіційно проживали 52 іноземці з 15 країн, серед них 15 громадян країн Євросоюзу та 2 громадяни України.

## Сусідні муніципалітети
- Канале-д'Агордо
- Сан-Томазо-Агордіно
- Тайбон-Агордіно
- Валлада-Агордіна